# Александър Николов (революционер)
Вижте пояснителната страница за други личности с името Александър Николов.
Александър Илиев Николов е български революционер, деец Българската комунистическа партия.

## Биография
Александър Николов е роден в 1893 година в горноджумайското село Железница, тогава в Османската империя. Баща му е член на ВМОРО и участник в националноосвободителните борби. В 1903 година семейството се установява в Горна Джумая. Александър Николов учи в Стоб, а след това коларо-железарство в Рила и упражнява този занаят. В 1920 година става член на БКП и участва активно в организационния живот на партията в Горноджумайско. Участва в Септемврийското въстание с Горноджумайския въстанически отряд. При сражението с ВМРО при Дъбова махала на Бистрица, си чупи крака, заловен е и на 25 септември 1923 г. е убит.